# Txòloki
El riu Txòloki (en georgià ჩოლოქი, també conegut com a riu Txòlok o riu Çolok) és un riu de Geòrgia. Flueix a través de les províncies de Adjària i Gúria, fins als afores de Kobuleti. Durant el segle xix va servir com a frontera entre l'Imperi Otomà i l'Imperi Rus. Dos quilòmetres al nord de la ciutat, es troba un altre riu, el Sharistskali, i deu més enllà, el Rioni. Els tres rius desemboquen al mar Negre, compartint estuari. En diverses ocasions, el riu s'ha desbocat a causa de les nombroses pluges.

## Etimologia
El nom del riu probablement deriva de la paraula turca çöllük, que significa 'sec' o 'superficial'.

## Història

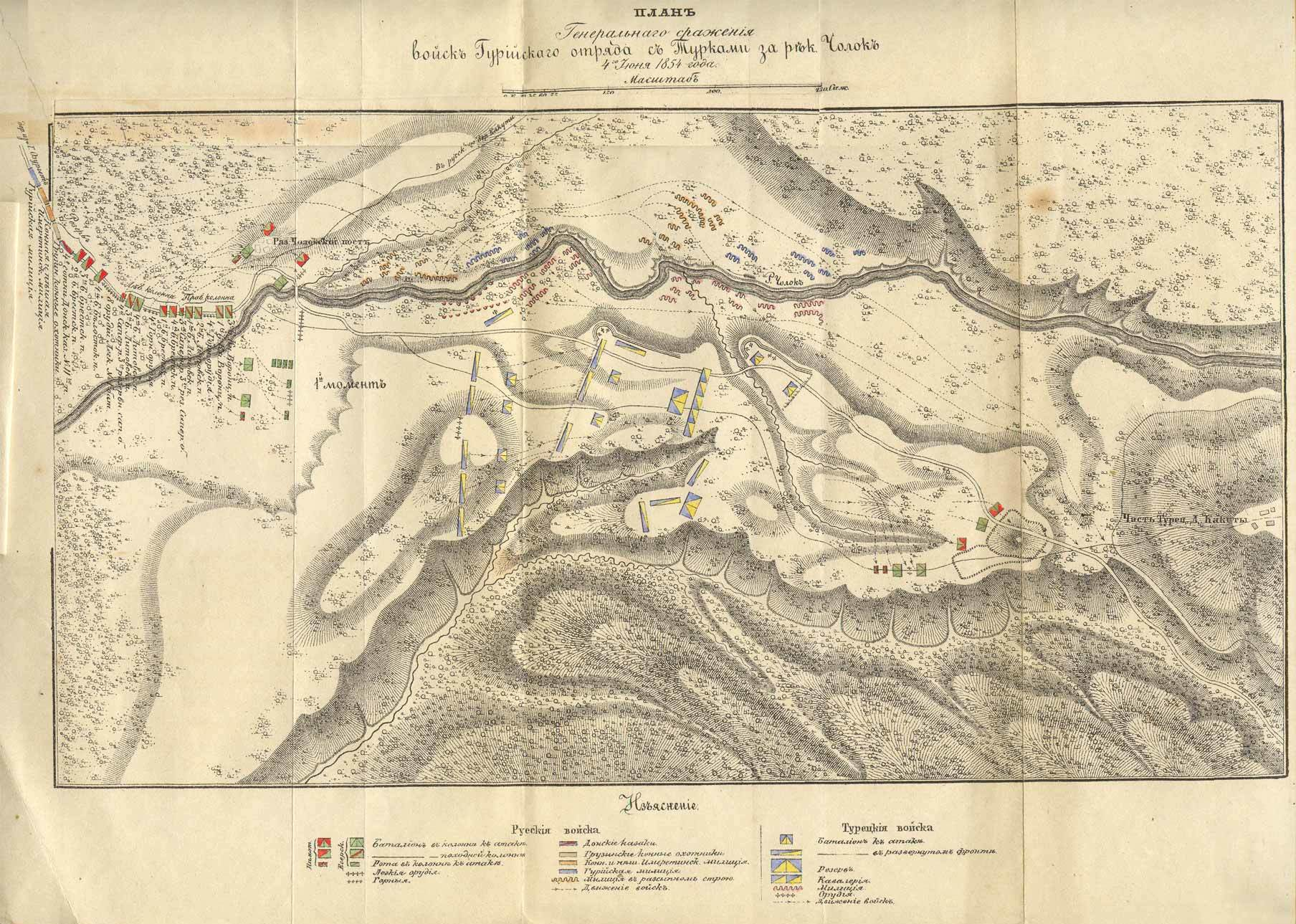
Mapa de la batalla del riu Txòloki.

Durant la Guerra de Crimea, el 4 de juny de 1854, 13.000 soldats de les unitats de l'Imperi Rus, dirigides per Ivane Andronikashvili, que consistien majoritàriament en homes georgians, es van dirigir al riu Txòloki. Mentrestant, l'exèrcit otomà, compost per 35.000 soldats, liderat per Sinan Pasha, va entaular batalla. Tot i disposar d'inferioritat numèrica, l'exèrcit rus va aconseguir una vital victòria. A Andronikashvili se li va concedir la medalla Alexander Nevski.
Molt més tard, el 16 d'abril de 1918, en el context de la Primera Guerra Mundial, la Guàrdia Nacional de Geòrgia, sota el comandament de Giorgi Mazniashvili, va impedir la invasió de les forces otomanes a la República Democràtica de Geòrgia, després d'haver arrabassat als turcs tota Gúria.
Un pont sobre el riu, situat a la carretera principal que connecta Adjària amb la resta de Geòrgia, al districte de Kobuleti, va ser detonat el 2 de maig de 2004, per ordre d'Aslan Abaixidze, el governador de la regió de Adjària, quan va trucar a volar el pont i així poder contrarestar les forces opositores. Va declarar que era "una mesura preventiva contra el possible intent d'acció militar per part de les autoritats centrals de Geòrgia". La maniobra va acabar amb un fracàs per part d'Abaixidze, que el va portar a l'exili.